# Gäddevattnet (Herrestads socken, Bohuslän)
Gäddevattnet är en sjö i Uddevalla kommun i Bohuslän och ingår i Bäveån-Örekilsälvens kustområde. Sjön är 4,5 meter djup, har en yta på 0,0507 kvadratkilometer och är belägen 93 meter över havet. Sjön avvattnas av vattendraget Kärraån.

## Delavrinningsområde
Gäddevattnet ingår i det delavrinningsområde (647600-126999) som SMHI kallar för Mynnar i havet. Medelhöjden är 92 meter över havet och ytan är 25,68 kvadratkilometer. Det finns inga avrinningsområden uppströms utan avrinningsområdet är högsta punkten. Avrinningsområdets utflöde Kärraån mynnar i havet. Avrinningsområdet består mestadels av skog (64 procent) och öppen mark (14 procent). Avrinningsområdet har 0,56 kvadratkilometer vattenytor vilket ger det en sjöprocent på 2,2 procent. Bebyggelsen i området täcker en yta av 1,8 kvadratkilometer eller 7 procent av avrinningsområdet.